# Wasserstraßen- und Schifffahrtsamt Mosel-Saar-Lahn
Das Wasserstraßen- und Schifffahrtsamt Mosel-Saar-Lahn (WSA Mosel-Saar-Lahn) ist der Generaldirektion Wasserstraßen und Schifffahrt in Bonn unterstellt.
Das Amt ging am 13. Juni 2019 aus der Zusammenlegung der bisherigen Wasserstraßen- und Schifffahrtsämter Koblenz, Trier und Saarbrücken hervor und war das vierte neue Wasserstraßen- und Schifffahrtsamt im Zuge der Ämterreform. 

## Aufgaben
Zu den Aufgaben des Wasserstraßen- und Schifffahrtsamtes gehören:
- Unterhaltung der Bundeswasserstraßen im Amtsbereich
- Betrieb und Unterhaltung baulicher Anlagen, z. B. Schleusen, Wehre und Brücken
- Aus- und Neubau
- Unterhaltung und Betrieb der Schifffahrtszeichen
- Erfassung und Auswertung von Wasserständen, Abflüssen und umweltrelevanten Daten
- Übernahme strom- und schifffahrtspolizeilicher Aufgaben.

## Dienstorte, Außenbezirke und Bauhöfe
Das Wasserstraßen- und Schifffahrtsamt Mosel-Saar-Lahn hat Dienstorte in Koblenz, Trier und Saarbrücken. Zudem gibt es die Außenbezirke an der Mosel in Brodenbach, Cochem, Bullay, Bernkastel-Kues, Detzem und Wincheringen. Die Außenbezirke an der Saar befinden sich in Saarburg, Dillingen und Saarbrücken. Wetzlar und Diez sind die Außenbezirke an der Lahn. Das Wasserstraßen- und Schifffahrtsamt Mosel-Saar-Lahn unterhält zudem Bauhöfe in Koblenz und Trier.
Die ebenfalls in Koblenz ansässige Fachstelle Maschinenwesen Südwest (FMSW) ist dem Wasserstraßen- und Schifffahrtsamt Mosel-Saar-Lahn organisatorisch angegliedert.